# Reinkarnacja

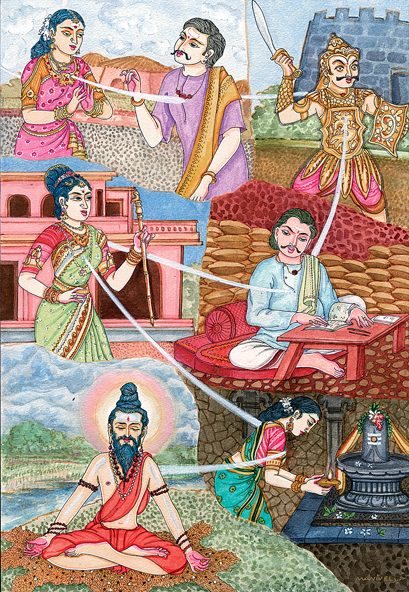
Zobrazowanie kolejnych inkarnacji

Reinkarnacja (również: metempsychoza, transmigracja; łac. re+in+caro, carnis „ponowne wcielenie”) – pogląd, według którego dusza (bądź świadomość) po śmierci ciała może wcielić się w nowy byt fizyczny. Np. dusza jednego człowieka może przejść w ciało nowo narodzonego dziecka lub zwierzęcia czy nawet według niektórych poglądów rośliny.
Samo słowo reinkarnacja jest zestawieniem dwóch członów: inkarnacja (wcielenie) i przedrostka re- (oznaczającego powtórzenie czegoś). Dosłownie więc reinkarnacja oznacza powtórne wcielenie.

## Perspektywy religijne
Różne formy reinkarnacji stanowią jedno z podstawowych wierzeń hinduizmu, dżinizmu, wierzeń afrykańskich, orfików, pitagorejczyków, występuje w platonizmie, gnostycyzmie, kabalistyce, spirytyzmie, teozofii, antropozofii. W pewnym sensie stanowi także podstawową koncepcję w buddyzmie, jednak buddyzm łączy to z doktryną braku indywidualnej niezmiennej duszy (anatman), nie mówi się tutaj jednak dosłownie o reinkarnacji, a raczej o „wielu wcieleniach”.

### Hinduizm
Wiara w reinkarnację występuje w najbardziej rozbudowanej formie w hinduizmie. Według zasad tej religii cykl śmierci i ponownych narodzin dusz ciągnie się aż do przerwania (zob. moksza) – pełnego zjednoczenia z Brahmanem, które nigdy się nie skończy. Jakkolwiek nie można bezpośrednio sterować procesem przechodzenia do następnego wcielenia, o jego kierunku decyduje indywidualna karma oraz pragnienia danej duszy. Stąd poprawianie własnej karmy poprzez dobre, zgodne z dharmą uczynki skutkuje wcieleniem się po śmierci w lepszy byt, zaś pogarszanie własnej karmy powoduje wcielenie się w gorszy byt. Krąg reinkarnacji może być przerwany dopiero po osiągnięciu oświecenia, które wiąże się z całkowitym oczyszczeniem karmy. Według jednego z głównych nurtów filozoficznych, Wisznuizmu, krąg reinkarnacji może być przerwany po oczyszczeniu karmy oraz pozbyciu się materialnych pragnień w procesie rozwinięcia miłości do Osobowego Boga. Zjednoczenie z Bogiem nie jest rozumiane jako zjednoczenie z bezosobowym Brahmanem, ale miłosny związek indywidualnej duszy, jivy z Duszą Najwyższą.

### Buddyzm
Pogląd na temat reinkarnacji, występuje też w buddyzmie, jednak buddyzm godzi go z twierdzeniem, że nie istnieje wieczne „ja”, czyli dusza, które przechodziłoby do następnego życia. Nazywa się to anatmanem. To tylko nieustannie zmieniający się konglomerat, kontinuum. Doktryna anatmana (pali. anatta) jest naturalnym rezultatem analizy pięciu skupisk i nauki o współzależności (pali: paticca-samuppāda; „Dwunastu Ogniwach Współzależnego Powstawania”)... Nie ma niczego poza pięcioma skupiskami, co można odnaleźć jako atman, jaźń „ja” lub inną niezmiennie istniejącą istotę. Budda nauczał, że kiedy człowiek dostrzeże, że idea trwałego, metafizycznego „ja” jest iluzją, przestanie cierpieć i zadawać cierpienie innym.
Nauki o „Dwunastu Ogniwach Współzależnego Powstawania” rozróżniają kontinuum pięciu skupisk, które można podzielić na kontinuum ciała i kontinuum umysłu. Kontinuum umysłu w przypadku narodzin (zapłodnienie) zaczyna być współzależnym z kontinuum ciała, a po śmierci nie współzależy już od niego. O kolejnym odrodzeniu decydują rezultaty z niezliczonych uczynków zgodnie z buddyjskim prawem karmy. Uczynki wykonywane były nie tylko w obecnym życiu, ale i w poprzednich niezliczonych żywotach, jak i również, co podkreślane jest w buddyzmie tybetańskim, wykonywane będą nawet po śmierci w stanie przejściowym bardo tuż przed kolejnymi narodzinami.
Ze względu na brak przewidywalności, jaki rezultat powstanie z niezliczonych uczynków, w buddyjskiej karmie nie ma w przeciwieństwie do katolickiego pojęcia grzechu śmiertelnego skazującego duszę na wieczne piekło, czy hinduistycznej nieuchronnej karmy skazującej kogoś na następne złe odrodzenie jako zwierzę. Rezultaty doświadczane będą tylko przez istotę, która nagromadziła ich przyczyny i nikt nie może zbawić tego „z zewnątrz” lub tym bardziej potępić. Nie ma pojęć, takich jak bóg „zbawiciel” lub bóg karzący na wieczne piekło. Są natomiast poglądy siunjata lub anatman:
1. w mahajanistycznej madhjamace owa nieskończoność uczynków jest argumentem stosowanym w dowodzeniach Nagardżuny ustanowienia poglądu siunjata na rzeczywistość: zjawiska choć konwencjonalnie wydają się tylko przejawiać z powodu nieskończonej ilości niezbędnych do tego przyczyn, ostatecznie nigdy nie powstały.
2. w theravadzie naucza się, że prawdziwe i ostateczne zrozumienie buddyjskiej karmy jest możliwe jedynie dzięki głębokiemu wglądowi w Bezosobowość (anattā) i Przyczynowość (paticca-samuppāda) wszelkich zjawisk istnienia[6].

### Chrześcijaństwo
Fundamentalne chrześcijańskie nauki o zmartwychwstaniu (np. Ewangelia Jana 5:28-29, 1 Koryntian 15:14), o sądzie ostatecznym (np. 2 Koryntian 5:10; Dzieje Apostolskie 24:15), o życiu wiecznym i wiecznym potępieniu (np. Ewangelia Mateusza 25:46) wykluczają koncept reinkarnacji. Ponadto idea reinkarnacji jest sprzeczna z doktryną piekła, wiecznego stanu duszy, która aż do śmierci pozostała zatwardziałą i nie otworzyła się na łaskę Jezusa, która jest obecna w Biblii. 
Ponieważ doktryna o reinkarnacji nie była uznawana w Kościele, nie była uznawana przez wierzących i nie budziła kontrowersji, toteż nie potępił jej żaden z soborów. Jedynie heretyckie ruchy, np. gnostycyzm lub nestorianizm zawierały elementy wiary w reinkarnację. Wiele osób twierdzi, że usunięto z Biblii naukę o reinkarnacji. Chociaż większość nie może wymienić konkretnego soboru, najczęściej odwołuje się do II Soboru Konstantynopolitańskiego (AD 553) i Soboru Nicejskiego (AD 325). Przebieg obu soborów jest dobrze udokumentowany przez historyków, a zapisy wskazują, że temat reinkarnacji w ogóle nie został poruszony. Chociaż nauczanie o preegzystencji (o istnieniu duszy przed poczęciem) zostało potępione przez Sobór Konstantynopolitański II (553) w odpowiedzi na nauczanie Orygenesa, nauczanie o kolejnych reinkarnacjach jest odrębną sprawą i nie zostało uwzględnione. Podczas gdy wielu uważa, że Orygenes wierzył w reinkarnację, on sam odrzuca tę naukę w swoim komentarzu do Ewangelii Mateusza (XIII.1): „…W tym miejscu nie wydaje mi się, że Eliasz mówi o duszy, i bym miał popaść w dogmat transmigracji, która jest obca Kościołowi Bożemu i nie została przekazana przez Apostołów, ani nigdzie nie wymieniona w Piśmie Świętym…”. Kilku ojców kościoła i autorzy wczesnochrześcijańscy potwierdzają tę opinię: Ireneusz (Adversus Haereses 2:33:1–2), Tertulian (Apologeticum 48), Grzegorz z Nyssy (O stworzeniu człowieka 28:3). Oprócz Kościoła rzymskokatolickiego również inne wyznania chrześcijańskie odrzucają wiarę w reinkarnację (np. Świadkowie Jehowy).

W szczególności jeden fragment w Nowym Testamencie wyraźnie wyklucza doktrynę reinkarnacji i wskazuje na koncepcję bezpośredniego pochodzenia duszy ludzkiej od Boga i zbawienia/potępienia następującego tylko raz – zaraz po śmierci człowieka: 
Podobnie jak ludzie muszą raz umrzeć, a potem następuje sąd (List do Hebrajczyków 9: 27)
Najstarszym zachowanym rękopisem zawierającym to jasne stwierdzenie jest Papirus 46, dokument napisany w II wieku naszej ery, na długo przed soborami nicejsko-konstantynopolańskimi.
Zwolennicy reinkarnacji próbują doszukiwać się w Nowym i Starym Testamencie cytatów nawiązujących do reinkarnacji. Często stosowanym przykładem jest stwierdzenie Jezusa, że Jan Chrzciciel „jest Eliaszem, który miał przyjść” (Ewangelia Mateusza 11,14). Co jednak należy rozumieć symbolicznie, że Jan Chrzciciel "pójdzie przed Nim w duchu i mocy Eliasza" (Ewangelia Łukasza 1,17). Inne wersety biblijne, które miałyby nawiązywać do reinkarnacji to Mt 11:25-26, J 3:1-10, J 9:1-3, Ga 6:7-9.

### Islam
Większość muzułmanów odrzuca wiarę w reinkarnację. Mimo to istnieją grupy sufickie, które w nią wierzą. Według nich nie kłóci się ona z Koranem. Koraniczny werset, na który muzułmanie wierzący w reinkarnację się powołują, to 2:28:
Jakże możecie nie wierzyć w Boga? Byliście umarłymi, a On dał wam życie; potem sprowadzi na was śmierć i znowu da wam życie; wtedy do Niego zostaniecie sprowadzeni.
Inna aja interpretowana jako potwierdzenie teorii o reinkarnacji to 3:27:
Ty wprowadzasz noc w dzień i Ty wprowadzasz dzień w noc. Ty wyprowadzasz żyjące z martwego i Ty wyprowadzasz martwe z żyjącego. Ty dajesz zaopatrzenie, komu chcesz; bez rachunku!

### Judaizm
Odkrycie Zwojów znad Morza Martwego w 1947 roku wzbudziło w wielu nadzieje, że w końcu zostaną odkryte dowody na wiarę w reinkarnację. Jednak znalezione tam rękopisy biblijne zostały dokładnie zbadane i opublikowane w języku angielskim. Obejmują one pisma społeczności żydowskiej, której koncepcja życia po śmierci odpowiada nauczaniu Starego Testamentu, że śmierć fizyczna jest ostateczna i jest końcem życia na ziemi (2 Samuela 12:23; 1 Królewska 2:1-2; Księga Rodzaju 25:8) oraz, że sprawiedliwi powstaną i będą z Bogiem na wieczność (np. Księga Daniela 12: 2-3).

## Perspektywy filozoficzne
- Reinkarnacja występuje przede wszystkim w filozofii indyjskiej i buddyjskiej. Praktycznie wszystkie szkoły tych filozofii w nią wierzą.
- Idea reinkarnacji pojawiała się także w starożytnej filozofii greckiej. Zwolennikami tego poglądu byli między innymi Pitagoras oraz Platon.
- Zwolennikami takiego poglądu są również gnostycy.

## Argumenty empiryczne
Przypadkami osób, które twierdzą, iż pamiętają swoje poprzednie wcielenia, interesuje się również świat naukowy. Należy tu wskazać wkład psychiatry profesora Iana Stevensona. Wśród wielu jego publikacji (niemal trzysta pozycji) jedna została również wydana w Polsce („Dwadzieścia przypadków wskazujących na reinkarnację”). Zdaniem badacza nie istnieją żadne naturalistyczne wyjaśnienia faktu zgodności twierdzeń „reinkarnowanych” dzieci z pewnymi danymi z życia zmarłych, których to inkarnacjami miały być. Spośród innych autorów pokroju Stevensona wymienić można m.in. Raymonda Moody, Briana Weissa, Roberta Monroe, Michaela Newtona, Satwanta Pasricha, Jima B. Tuckera, Antonię Mills i Godwina Samararatne. Często badania nad reinkarnacją są prowadzone poprzez regresję hipnotyczną. Poglądy Stevensona i innych badaczy wierzących w reinkarnację spotkały się jednak z krytyką ze strony innych przedstawicieli świata nauki, których zdaniem przesłanki przemawiające za istnieniem reinkarnacji są niewystarczające (jako kontrargumenty podawane są m.in. warunkowanie kulturowe, anegdotyczny charakter dowodów, ewentualne motywy osób „reinkarnowanych”, możliwości kryptomnezji i konfabulacji). Wśród krytyków wiary w reinkarnację znajdują się m.in. Paul Edwards, Keith Augustine, Ian Wilson i Robert Baker.

## Niecodzienne przypadki
Warnasiri Adikari, chłopiec urodzony 9 listopada 1957 roku, mając 4 lata zaczął opowiadać rodzicom o swoim poprzednim życiu. Profesor Ian Stevenson zainteresował się jego historią. Młody człowiek nakreślił swoje dawne życie, mówiąc także o wiosce, w której mieszkał, czyli Kimbulgoda. Rodzice zaprzeczyli, jakoby mieliby tam kiedykolwiek być. Warnasiri został zabrany do tej wioski, gdzie miał rozpoznać swoją matkę. Kobieta nazywająca się Ranaweera straciła niedawno syna - Anandy.
W 1993 Jenny Cockell zdumiona sprawą reinkarnacji opisała przypadek kobiety, która przypomniała sobie swoje poprzednie życie. Podobno mieszkała w Irlandii, nazywała się Mary i umarła w 1939 roku. Rozpoznała także swoich synów i nazwała ich po imieniu.